# Gvano
Gvano (v kečua wanu) je izvleček iz masivnega nanosa iztrebkov netopirjev, morskih ptičev in tjulnjev v  suhih ali polsuhih okoljih. Kot gnojilo je gvano zelo učinkovit zaradi izjemne visoke vsebnosti treh glavnih sestavin za rast rastlin: dušika, fosforja in kalija. V 19. stoletju je imelo trgovanje z gvanom pomembno vlogo pri razvoju metod intenzivnega poljedelstva, privedlo pa je tudi do formalne kolonizacije odročnih otokov po mnogo delih sveta. V 20. stoletju so ptice proizvajalke gvana postale pomembne za ohranitev. Še danes je gvano zelo cenjen produkt, posebej v ekološkem poljedelstvu. 

## Sestava
Gvano morskih ptic je bogat z dušikom, amonijevim oksalatom in sečnino, fosforjem in fosfati, poleg zemeljske soli in nečistoč. Gvano, ki izvira izlokalnih svežih nahajališč, kot so otoki Chincha v Peruju, običajno vsebujejo od 8 do 6 % dušika (večina izhaja iz sečne kisline), od 8 do 12 % fosforne kisline in od 2 do 3 % enakovrednega kalija. Sveži iztrebki netopirjev, ki se prehranjujejo z insekti imajo podobne vrednosti dušika kot iztrebki morskih ptic in visoke vrednosti fosfata, vendar ima netopirjev gvano običajno manj gnojilne vrednosti, ker se dušik v jamskih okoljih po navadi sprosti.
Zemlji s pomanjkanjem organskega materiala lahko izboljšamo plodnost z gnojenjem z gvanom. Ta je sestavljen iz amonijaka,  sečne, fosforne, oksalne kisline in ogljikovih kislin, soli in nečistoč iz zemlje. Kadar izvira iz nahajališč iz Pliocena in Pleistocena je rdečkaste barve, kadar je novejšega nastanka pa rumenkaste.

## Zgodovina
Gvano pridobivajo na večjih otokih in otočkih v Tihem oceanu, še posebej perujskih in naurujskih, in v drugih oceanih (na primer na otoku Juan de Nova). Ti otoki so bili stoletja dom kolonij morskih ptic, zato ima akumulirani gvano veliko metrov globine.
Otoški gvano, še posebej z otokov Chincha v Peruju so izkoriščali v 19. in na začetku 20. stoletja, dolgo časa je bil perujski največji izvozni produkt.
Leta 1845 se ga začeli izkoriščati in ga zaradi gnojilnih lastnosti so uvažali v države kot so Združeno kraljestvo in Združene države Amerike.
Po perujskem gvanu še vedno obstaja veliko povpraševanje, ker je naravno gnojilo in predvsem zaradi vzpona ekološkega poljedelstva, ki umetna gnojila nadomešča s tistimi z naravnim izvorom.

## Umetni gvano
Beseda gvano lahko poimenuje tudi mineralno gnojilo, proizvedeno kot imitacija naravnega gvana, običajno s presežkom ribolova, ki ni porabljen za prehrano in se v tradicionalnem ribolovu uporablja za proizvodnjo gnojila. Kot organski material s kalorično vrednostjo se je gvano na začetku 20.stoletja v nekaterih obalnih mestih uporabljal za pridobivanje elektrike, na primer na otoku Isla Cristina (severozahod Španije), kjer ga je uporabljala tovarna elektrike, ki je mesto oskrbovala z energijo v prvi tretjini 20. stoletja.